# Theodor Wilhelm Danzel (Ethnologe)
Theodor Wilhelm Danzel (* 17. Februar 1886 in Hamburg; † 16. November 1954 ebenda) war ein deutscher Ethnologe.

## Leben

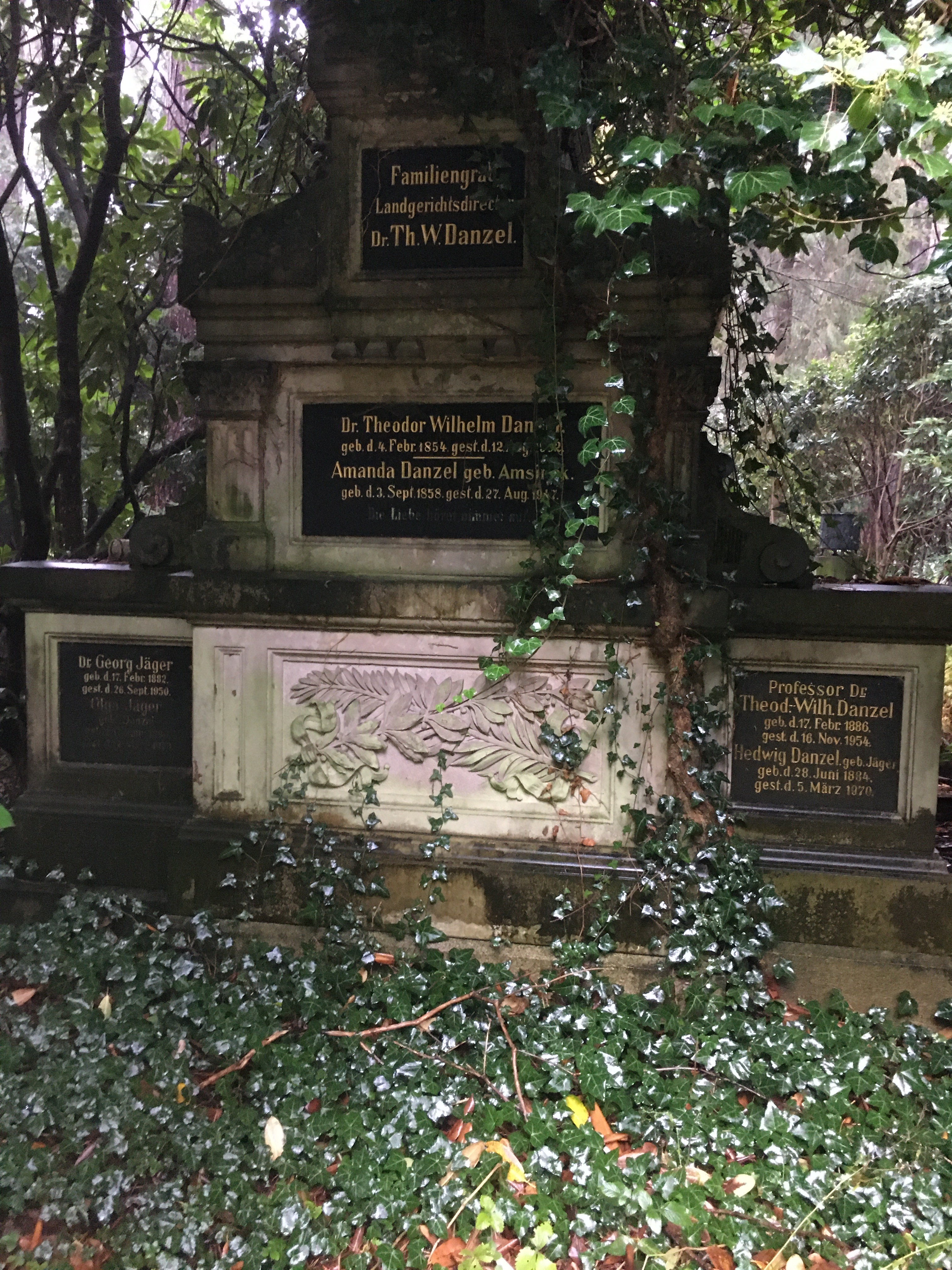
Familiengrabstätte auf dem Friedhof Ohlsdorf

Nach der Promotion (Die Anfänge der Schrift) zum Dr. phil. in Leipzig 1912 lehrte er 1923–1928 als Privatdozent für Völkerkunde und 1928–1933/1945–1954 als Professor an der Universität Hamburg.
Danzel wurde in der Familiengrabstätte auf dem Friedhof Ohlsdorf beigesetzt. Sie ist erhalten und liegt im Planquadrat W 24 östlich von Kapelle 2.

## Schriften (Auswahl)
- Kultur und Religion des primitiven Menschen. Einführung in Hauptprobleme der allgemeinen Völkerkunde und Völkerpsychologie. Stuttgart 1924, OCLC 72107914.
- Handbuch der präkolumbischen Kulturen in Lateinamerika. Hamburg 1927, OCLC 175006063.
- Ethnologische Kulturkunde. Versuch einer universalen Systematik der Kulturwissenschaften. Hamburg 1967, OCLC 186642363.
- Der magische Mensch (Homo divinans). Vom Wesen der primitiven Kultur. Graz 2016, ISBN 978-3-903045-93-4.